# Gorin
Il Gorin è un fiume della Russia siberiana estremo orientale (territorio di Chabarovsk), affluente sinistro dell'Amur.
Ha origine dal versante nordoccidentale della catena dei monti Dajany, nella sezione meridionale del Territorio di Chabarovsk. Scorre dapprima con direzione orientale o nordorientale, in ambiente montano; procedendo verso il medio corso la valle del fiume si fa progressivamente più larga, e nel basso corso il fiume entra in una vasta zona pianeggiante, localmente paludosa, nella quale mantiene direzione mediamente sudorientale. Sfocia nell'Amur nel suo basso corso, alcune decine di chilometri a valle di Komsomol'sk-na-Amure.
I maggiori tributari del Gorin sono i fiumi Air (54 km) e Churmuli (96 km) dalla destra idrografica, Bol'šaja Ėl'ča (69 km), Charpi (221 km) e Boktor (135 km) dalla sinistra.
La valle del fiume Gorin è un'importante area turistica nell'estremo oriente russo; il basso corso del fiume costituisce parte della Riserva naturale statale di Komsomol'sk.